# Igreja Paroquial de Santo Estêvão
A Igreja Paroquial de Santo Estevão, igualmente conhecida como Igreja de Santo Estêvão de Odivelas, Igreja Matriz de Odivelas e originalmente como Ermida de Santo Estêvão, é um edifício religioso na aldeia de Odivelas, no concelho de Ferreira do Alentejo, em Portugal.

## Descrição
Este edíficio está situado junto ao Largo da Igreja, no topo de uma colina sobranceira à Ribeira de Odivelas. A igreja está virada para ocidente. A ábside apresenta uma forma quadrangular, com um varandim protegido nos ângulos por torrinhas cilíndricas e coruchéus. Na zona frontal encontra-se uma galilé com a mesma largura do edifício, de três arcos, um frontal de vão largo e dois laterais de menores dimensões, sendo as aberturas de forma irregular em alvenaria de caio. Na frente tem um frontão triangular simples.
A torre da igreja, de planta quadrada, está situada no lado meridional do edifício, ao lado da parede frontal, sendo encimada por uma cúpula bulbosa e acrotérios ladeados de urnas. As fachadas são rasgadas por janelas em fresta, rematadas por arcos redondos. Insere-se no estilo barroco. A igreja tem uma só nave, que originalmente contava com dois altares laterais em inseridos em edículas junto ao presbitério, e uma capela baptismal situada perto do Evangelho, tendo estes elementos sido eliminados durante trabalhos de renovação, nos finais da década de 1960. A capela-mor poderá ser ainda um vestígio do santuário original, e tem uma cobertura em abóbada de nervuras redondas de um só tramo, suportadas por mísulas poligonais, uma das quais merece um especial destaque por ter esculpido um rosto humano. A abóbada chegou a estar pintada de forma a simular um céu estrelado, e no centro ergue-se um fecho ornamentado com figuras vegetais. No interior destaca-se igualmente a pia baptismal, do século XVI, e que consiste numa bacia oitavada com gomos esculpidos, estando situada no lado da Epístola. De especial interesse também é a imaginária da igreja, que inclui estátuas removidas dos antigos altares, retratando a Nossa Senhora do Rosário, o padroeiro, Santo Estêvão, e o Cristo Crucificado. Outro possível vestígio da igreja original poderão ser os contrafortes cilíndricos nos cantos da ábside, que demonstram a influência manuelina.

## História
O templo original terá sido construído nos princípios do século XVI, como se pode constatar pelos poucos elementos que sobreviveram, tendo sido instalado pela Ordem de Santiago da Espada, que se tornou responsável pela administração do território de Ferreira do Alentejo após a reconquista cristã. Durante o período do rei D. João III, ainda no século XVI, o edifício foi descrito apenas como uma ermida, de construção muito pobre em «pedra e barro», com marcos antigos» a demarcar o adro, destacando-se apenas a cobertura em abóbada da capela-mor, que estava «pintada de estrelas». Estes marcos poderiam ser elementos pétreos de origem romana, que deixaram uma forte presença na região, devido principalmnente à passagem pela estrada imperial de Antonino Pio. Com efeito, André de Resende refere que no local existia um marco miliário do século II.
A igreja foi muito atingida pelo Sismo de 1755, tendo caído a nave e a torre sineira, que foram depois reconstruídos, embora a torre tenha sido modificada. Esta foi uma das várias intervenções pelas quais passou a igreja ao longo da sua história, que levaram a profundas alterações na estrutura original. Na década de 1960, foram feitas obras no interior da igreja, onde foi alterada a decoração, e demolidos os altares laterais e a capela baptismal. Do templo original apenas restou a ábside, o que se pode comprovar pelas torrinhas, do estilo típico do período de transição entre o Manuelino e Renascença.
Em 11 de Dezembro de 2002, a igreja foi classificada como Imóvel de Interesse Municipal pela Câmara Municipal de Ferreira do Alentejo, decisão que foi publicada no Aviso n.º 7515/2003, de 1 de Setembro. Porém, esta medida foi revertida pelo Instituto Português do Património Arquitectónico, que considerou que a autarquia não possuía as competências necessárias para tal.